# TelQuel
Telquel (slogan: «le Maroc tel qu'il est») és un setmanari generalista (economia, política, societat i cultura) marroquina d'expressió francesa. La seva línia editorial és sovint crítica amb el govern marroquí i progressista. Fora del Marroc també es difon a França. És propietat de la societat Presse Directe de Khalid El Hariry.

## Història
La societat que edita l'hebdomadari Telquel és Telquel Média, una societat anònima creada el 2001, amb seu social a Casablanca i amb un capital de 9 milions de dirhams.
Telquel defensa una línia editorial lliure i sovint crítica envers el govern en el poder. S'han presentat moltes demandes contra ella des de 2003.
En 2006 Telquel va llençar una edició en dàrija anomenada Nichane, però fou boicotejada pels anunciants i va fer fallida ràpidament.
En agost de 2009 va publicar un sondeig provant la popularitat del rei Mohammed VI, cosa que li provocà les ires de l'estat. Els exemplars del número infractor van ser confiscades i destruïdes abans de sortir de la impremta.
A finals de 2010 el seu director Ahmed Réda Benchemsi va vendre la seva participació a Presse Directe (societat editora de la revista) i marxà del país cap els Estats Units per treballar de professor a la Universitat Stanford.
El 28 d'abril de 2011, després de la detenció del periodista marroquí Rachid Nini, director de la publicació quotidiana Al Massae, TelQuel va publica un editorial on expressa la seva solidaritat amb Rachid Nini i el seu rebuig per la seva detenció, i això malgrat la diferències entre Telquel i al Massae i els repetits atacs de Nini contra TelQuel.
Presidida per Khalid El Hariry, Telquel Média és també propietari de dos bimensuals d'expressió francesa: Icônes, des de desembre de 2014 destinada al públic femení, i Leaders, des de març de 2015, destinada als emprenedors i directius.

## Redactors en cap
- Ahmed Benchemsi (2001–desembre 2010)
- Karim Boukhari (gener 2011–gener 2013)
- Fahd Iraqi (gener 2013–maig 2014)
- Abdallah Tourabi (des de juny de 2014)